# Ignacio Carrera (pianista)
Ignacio Carrera (n. Montevideo; 1950) es un pianista de música clásica uruguayo.
Fue el creador y es el presidente de la Fundación Mozarteum del Uruguay.

## Biografía
Se interesó por el piano a los cinco años de edad y a los seis comenzó su formación como pianista en la Escuela Normal de Música de Montevideo, bajo la tutela de Sarah Bourdillon y Guido Santórsola. Debutó en un recital como solista a los siete años y a los ocho obtuvo la primera categoría de pianistas de la Asociación de Estudiantes de Música (AEMUS). Obtuvo el primer premio del concurso de Juventudes Musicales del Uruguay a los nueve años y a los diez comenzó a actuar en vivo en las fonoplateas de las radios Carve y Sodre. También a esa edad realizó su primera gira de conciertos por el interior de su país.
Se alejó durante veinte años de las presentaciones en público y volvió a la actividad en 1984 y 1985 tras ser invitado por AEMUS.
En 1986 ganó por unanimidad el primer premio del concurso «35 años de AEMUS», donde debutó con la Orquesta Sinfónica Municipal bajo la dirección de Piero Gamba. También ha sido dirigido por los maestros Jacques Bodmer, José Pedro Boessio, Hugo López, Nicolás Rauss y Charlotte Stuijt.
Se ha presentado como solista o acompañado de orquesta en Buenos Aires, Mendoza, Porto Alegre, Viena, Roma, Tel Aviv y Jerusalem.
Participó en 1981 de la creación de la Fundación «Mercedes Olivera». Esta fundación, que homenajea en su nombre a una de las mejores intérpretes de clave uruguayas, tiene como propósito el desarrollo de la interpretación de ese instrumento en Uruguay.
Fue uno de los fundadores en 1988 del Mozarteum del Uruguay. En 1998 pasó a ser la Fundación Mozarteum del Uruguay (institución que preside), afiliada a la Fundación Mozarteum Internacional, fundada en 1841 en Salzburgo.
Ha sido discípulo de Sarah y Guido Santórsola, Mischa Jessel, Fanny Ingold, Mercedes Olivera, Elianne Richepin, Victoria Schenini y Raquel Boldorini. Asistió a cursos de interpretación pianística con los maestros Andrzej Jasinsiki, Gerhard Oppitz, Josef Stompel, Rosalyn Tureck y Ralph Votapek.
Junto con su esposa Cristina Chaquiriand codirige desde 1974 el www.laubergehotel.com de Punta del Este. 